# هیو میچل

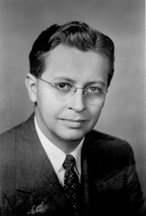
هیو میچل

هیو میچل (به انگلیسی: Hugh Mitchell) سناتور سابق عضو حزب دموکرات ایالات متحده آمریکا بود. وی در سال ۱۹۴۵ تا ۱۹۴۶ میلادی سناتور ایالت واشینگتن در سنای ایالات متحده آمریکا بود.